# Ubald Vrabec
Ubald Vrabec, slovenski skladatelj, violinist in zborovodja, * 11. december 1905, Trst, † 27. januar 1992, Izola.

## Življenje in delo
Poleg zborovskih skladb je pisal tudi orkestrske skladbe, komorno glasbo, solistično glasbo za instrumente in glasove, kantate in opero. Njegova glasba je v repertoarju mešanih, moških in ženskih zborov še vedno dobro zastopana. Njegovo življenje je bilo posvečeno zborovski glasbi in poučevanju. Vrabec je bil odličen zborovski pedagog in je zbor pogosto označeval kot »ljudski konservatorij«, tj. kraj, kjer se lahko tudi tisti, ki niso imeli dostopa do formalne glasbene izobrazbe, približajo glasbi, spoznajo njene skrivnosti in delujejo kot posrednik med skladateljem in občinstvom.
Njegov zborovski opus obsega 294 znanih skladb: 3 za otroški zbor, 23 za mladinski zbor, 10 za ženski zbor, 42 za moški zbor in 111 za mešani zbor (devet v italijanščini). Poleg tega: 21 skladb za sopran, alt in klavir ter 3 skladbe za solista, mešani zbor in klavir. Sakralna produkcija vključuje tudi: 12 skladb za različne zasedbe, 57 priredb popularnih tem, 5 maš in skladbe za vokalni kvartet. Objektivno težavo predstavlja datacija večine skladb, saj jih je avtor le redko datiral.

### Ustvarjanje
Njegova pot je zelo osebna, sestavljena iz vztrajnega študija kontrapunkta in obsesivne pozornosti do podrobnosti. Vrabec je vedno prepoznaven, njegov glasbeni jezik je zelo raznolik in vključuje tako skladbe iz ustnega izročila kot tudi skladbe velike kompleksnosti ali pa izjemno preproste elaboracije. Glavne značilnosti so skrbni melodični in harmonski razvoj, uporaba kromatičnih elementov, tesna povezanost med besedilom in glasbo ter ritmična raznolikost. Je tudi odličen poznavalec glasu, ki ga vedno spoštuje in zgledno uporablja, kar je posledica dolgoletnih dirigentskih izkušenj z vokalnimi skupinami različnih kakovosti, od povprečnih do odličnih. Med njimi velja omeniti še danes delujoč mešani pevski zbor Jacobus Gallus, ki ga je ustanovil in vodil med letoma 1960 in 1975 ter dosegal odlične rezultate na državnih in mednarodnih tekmovanjih. Med njegovimi stvaritvami na zborovskem področju so skladbe, ki so še danes med najbolj izvajanimi in so del repertoarja skorajda vsakega slovenskega pevca. Poleg skladb v slovenščini je Vrabec pisal tudi v italijanščini, srbščini in hrvaščini ter latinščini.

### Življenje
Ubalc Vrabec je imel razgibano življenje, zlasti v mladosti, ko je moral tako kot številni drugi Slovenci v Italiji bežati pred fašističnim preganjanjem in se umakniti najprej v nekdanjo Jugoslavijo in nato v Argentino. 
Leta 1918 se je začel učiti violino pri Karlu Mahkotu, nato pri Franu Topiču in pozneje pri Avgustu Ivančiču na Glasbeni matici v Trstu, ki je bila takrat v Narodnem domu na ul. Filzi in so ga dve leti pozneje zažgali fašistični škvadristi. Kasneje se je učil tudi klavir pri Viktorju Šoncu in Vasiliju Mirku, ki je bil tudi njegov prvi učitelj harmonije in kompozicije. V 1920-ih je fašistična vihra poleg Narodnega doma požgala tudi številne slovenske ustanove in društva; Vrabec se je vpisal na konservatorij G. Verdi v Trstu, kjer je pri Vitu Leviju študiral violino in kompozicijo. V teh letih je začel poučevati violino. Igral je v amaterskem orkestru Filarmonica Triestina, ki ga je vodil Avgust Jankovič in sodeloval z orkestrom gledališča Giuseppe Verdi. V tem obdobju se je začel ukvarjati tudi z zborovsko glasbo. Leta 1929 je na bolonjskem konservatoriju diplomiral iz violine.
Istega leta se je poročil z Emo Gombač in se zaradi naraščajočega protislovanskega nasilja izselil v Argentino. Izgon je bil kratkotrajen: Vrabec, ki ni bil naklonjen kompromisom, ni odobraval metod in mentalitete ljudi, s katerimi je prišel v stik. Po njegovih besedah niso bile drugačne od metod fašistov, zato se je po dveh letih vrnil v Evropo. Kot mnogi drugi primorski intelektualci se je zatekel v Maribor, kamor sta emigrirala tudi Karol Pahor in Vasilij Mirk: slednji mu je med letoma 1931 in 1941 priskrbel službo pri Glasbeni matici Maribor. Ko je Vrabec leta 1941 izvedel, da ga iščejo nacisti, se je preselil v Ljubljano, kjer je izvedel, da ga iščejo tudi fašisti. Vrnil se je v Trst, kjer je po zaslugi Vita Levija dobil delo v Casa musicale Giuliana, kjer je bil zaposlen do konca vojne. Leta 1942 se je pridružil OF kot kulturni referent pod psevdonimom Miha.
Vrabec je v letih fašizma na skrivaj vodil različne zbore (otroške, mladinske, moške in ženske) in za svoje pevce pisal različne vrste pesmi, od partizanskih do avtorskih. Leta 1945 je ustanovil vokalno skupino, najprej s petimi, nato pa s 14 člani, to je bil Komorni zbor, za katerega je napisal številne skladbe, ki se še danes pogosto izvajajo, med njimi: Slovenska pesem, Veter (na besedilo Srečka Kosovela), Polka je ukazana, Zapuščena, Bratci veseli in številne druge. Zbor je bil ustanovljen za obogatitev glasbenega sporeda Programov v slovenskem jeziku Deželnega sedeža RAI za Furlanijo-Julijsko krajino - Radio Trst A. V povojnem obdobju je napisal tudi številne orkestrske skladbe: simfonično pesnitev Le vkup uboga gmajna, simfonijo Škocjanske jame ter dve kantati: Zaljubljeno morje in Dve sestri ter Veselo simfonijo. Dejavnost Komornega zbora se je pod novim imenom Jacobus Gallus nadaljevala leta 1960. V tistih letih je zbor zmagal na tekmovanju Antonio Illersberg v Vidmu, leta 1963 in 1964 pa še na tekmovanju Seghizzi v Gorici, kjer je zasedel tretje in drugo mesto. Zbor Jacobus Gallus je leta 1975 prenehal delovati, leta 1991 pa ga je ponovno ustanovil maestro Stojan Kuret.

## Slog
Na Vrabčev slog so vplivali različni avtorji, predvsem Vito Levi, pa tudi avtorji, katerih partiture je Vrabec posedoval. Med njegovimi najljubšimi skladatelji so bili Richard Wagner, Modest Musorgski, Sergej Vasiljevič Rahmaninov, Glinka, Orlando Di Lasso, Jakob Petelin Gallus, Palestrina ter najljubša Johann Sebastian Bach in Ludvig Beethoven. Med sodobnimi slovenskimi skladatelji je imel rad Lebiča in Lajovica, cenil pa je tudi srbskega S. S. Mokranjca. Vrabec je bil obrtnik, izviren in deloma moderen v svojem pisanju, vendar še vedno zasidran v tonaliteti. Ni maral nove atonalne glasbe in serialnosti ter nasprotoval tistim, ki: »... poskušajo dokazati svoj progresivizem tako, da šokirajo poslušalce z nepovezanim ropotanjem in nadležnimi zvoki ... Uporabiti je mogoče vse, konsonance in disonance, diatonične in kromatične lestvice, če le imajo funkcijo v skladateljevii zamisli«. Izogibaj se je konformizmu in cenil izvirnost. Njegove skladbe so izredno ritmično bogate; pogosto sta prisotna poliritem in polimetrija, kontrapunkt pa je bil za Vrabca nepogrešljiva, skoraj vsakodnevna vaja.